# Tiaris
Tiaris is een geslacht van zangvogels uit de familie Thraupidae (tangaren). Het geslacht is monotypisch:
- Tiaris olivaceus  – Grote cubavink